# Štěpán ze Zdounek a Cimburku
Štěpán ze Zdounek a Cimburku, též Štěpán II. z Vartnova, byl moravský pán z rodu pánů z Holštejna.
Jeho otcem byl Štěpán z Holštejna a Vartnova. Poprvé se Štěpán II. uvádí v listině z roku 1411, kdy byl již zletilý. Zdá se, že se osamostatnil a po získáni tvrzi ve Zdounkách přesídlil tam. Roku 1417, tedy v rok úmrtí svého otce, se uvádí jako Štěpán ze Zdounek. Je možné, že na něj byla vyvíjena i jistá forma nátlaku, protože roku 1421 odprodal hrad Vartnov s panstvím vévodovi Janu II. Opavskému. Za husitských válek se Štěpán přiklonil na  stranu krále Zikmunda. Roku 1429 na něj převedl jeho příbuzný Vok V.  z Holštejna zástavu hradu Cimburku. Štěpán tuto zástavu vykoupil za 1000 kop grošů. Během husitských válek na Moravě byla poškozena tvrz ve Zdounkách, a tak za věrnou službu, kterou Štěpán poskytl panovníkovi, mu byla zvýšena zástavní suma na Cimburku o 550 kop grošů. Štěpán provedl na hradě stavební úpravy, o které byla zástavní částka ještě zvýšena. Dne 9. září podepsal Štěpán landfrýd na Moravě, kde se uvádí s přídomkem "z Vartnova a Cimburka." Ani on se nevyhnul různým soudům, kdy je uváděn jako žalobce, žalovaný i jako svědek. Štěpán se pokoušel získat nazpět i své rodové sídlo na Vartnově, ale marně. Štěpánovi se však podařilo neznámým způsobem získat hrad Doubravici, kvůli které byla na něj podána žaloba. Roku 1446 se účastnil sjezdu moravských pánů, kteří chtěli zabránit nepokojům v českých zemích. Štěpán se též v letech 1437 - 1448 účastnil osmi zasedání zemských soudů v Brně a Olomouci. Naposledy se připomíná 20. září 1449 na sjezdu pánů a rytířů v Brně. Protože měl čtyři dcery, rod vymřel po meči.

## Potomstvo
- Žofie (1459-1492) - manžel Jaroslav z Lomnice
- Zuzana (1463-1481) - manžel Jan z Kralic
- Eliška (1464-1490) - 1. manžel Jan ze Zátoru, 2. manžel Jan z Kralic
- Jitka (1464-1480) - manžel Markvart z Lomnice